# トゲハムシ亜科
トゲハムシ亜科（トゲハムシあか、Subfamilia Hispinae）とは、コウチュウ目（鞘翅目）ハムシ科の亜科である。日本国内では棘（とげ）を具える種が多いことからこの和名があるが、棘の無いトゲハムシ（トゲナシトゲハムシ）も含まれている。
かつては和名としてトゲトゲを使用したが、トゲハムシという別名に置き換えていることもある。下記の和名のトゲハムシをトゲトゲに置き換えるのが古い表記ということになるが（カタビロトゲハムシ：カタビロトゲトゲ）、2000年代以降に出版された図鑑でも「〜トゲトゲ」で掲載していることもある。
なお、かつてカメノコハムシ亜科とされたものは、現在ではほとんどがここに含まれる。
トゲハムシとカメノコハムシの仲間には頭頂部が前方に強く突出し、口が頭頂部の下面に位置するという特徴がある。

## 日本産
国内には下記の9属14種が生息する。
- オキナワホソヒラタハムシ Agonita omoro
- ヨナグニトゲハムシ Asamangulia yonakuni
- ナガヒラタハムシ Brontispa longissima（キムネクロナガハムシ）[注 1]
- ヒメキベリトゲハムシ Dactylispa angulosa (Solsky, 1871)
- ヒゴトゲハムシ Dactylispa higoniae
- イッシキトゲハムシ Dactylispa issikii（文献によってはタケトゲトゲと表記[3])
- キベリトゲハムシ Dactylispa masonii Gestro, 1923
- カタビロトゲハムシ Dactylispa subquadrata (Baly, 1874)
- イネトゲハムシ Dicladispa armigera
- クロトゲハムシ Hispellinus moerens (Baly, 1874)
- ミヤモトホソヒラタハムシ Leptispa miyamotoi
- タグチホソヒラタハムシ Leptispa taguchii
- ツシマヘリビロトゲハムシ Platypria melli
- クロルリトゲハムシ Rhadinosa nigrocyanea (Motschulsky, 1861)

## トゲナシトゲトゲ
トゲハムシ亜科に属するハムシにも成虫に棘のない種があり、トゲナシトゲトゲ（トゲナシトゲハムシ）という和名で呼ばれる。しかし、形容矛盾であるとして「ホソヒラタハムシ」という和名も使われている。国内のトゲハムシ類14種のうち4種がこの種である。具体的にはミヤモトホソヒラタハムシ、タグチホソヒラタハムシ、オキナワホソヒラタハムシ、ナガヒラタハムシ（キムネクロナガハムシ）の4種であり、和名が「ホソヒラタハムシ」でないものも含まれる。
これらは棘が無いために外見の印象は異なるが、トゲハムシ亜科の重要な特徴は備えている。

### トゲアリトゲナシトゲトゲ
トゲナシトゲトゲの仲間にもトゲのある種があり、複数の文献でトゲアリトゲナシトゲトゲ（トゲアリトゲナシトゲハムシ）という呼び方で紹介している。その外見は普通のトゲハムシとは異なるものである。具体例が紹介されているのは池田清彦の著書『不思議な生き物─生命38億年の歴史と謎』で、かつてタイで小宮義璋がトゲのあるトゲナシトゲトゲを発見したエピソードのほか、具体的な種名と写真も掲載している。別の文献には、東南アジア産種の中にトゲ状の突起を有するように進化したホソヒラタハムシ（トゲナシトゲトゲ）が見られ、それらを日本の愛好者が当時の和名にちなんで、かつてこのように呼んでいたことが記されている。トゲアリトゲナシトゲトゲという和名は2007年の時点では存在せず、国内産のトゲハムシに該当するものはない。